# Lubenec
Lubenec – wieś oraz gmina, położona w kraju usteckim, w powiecie Louny, w Czechach.
We wsi jest stacja kolejowa Lubenec.

## Atrakcje
- Kościół św. Wawrzyńca z lat 1352-1355. Pierwotnie drewniany, nowo wybudowany w 1847
- Fara z XVIII wieku
- Kaplica Nawiedzenia Najświętszej Maryi Panny
- Posąg św Floriana w pobliżu cmentarza
- Pomnik 60 ofiar marszu śmierci na cmentarzu
- Porcelánka, nr 254
- Drewniany krzyż z metalowym korpusem
- Posąg św Sebastiana i Grzegorza na cokole pomnika - znajduje się w kościele św Wawrzyńca[2]

## Części gminy
- Lubenec
- Dolní Záhoří
- Drahonice
- Horní Záhoří
- Ležky
- Libkovice
- Libyně
- Přibenice
- Řepany
- Vítkovice